# Colibrí d'Heloïsa
El colibrí d'Heloïsa (Selasphorus heloisa) és una espècie d'ocell de la família dels troquílids (Trochilidae) que habita boscos de les muntanyes del sud-oest de Chihuahua, sud-est de Sinaloa, Nayarit, Jalisco, estat de Guanajuato, San Luis Potosí, Nuevo León, sud de Tamaulipas, Oaxaca i oest de Veracruz, a Mèxic. Antany ubicat al gènere Atthis, ha estat classificat a Selasphorus arran estudis recents.